# Scipion-Klasse
Die Scipion-Klasse war eine Klasse von drei 74-Kanonen-Linienschiffen 2. Ranges der französischen Marine, die von 1779 bis 1805 in Dienst standen.

## Geschichte
Die Klasse wurde von dem ingénieur-constructeur en chef François-Guillaume Clairain des Lauriers des Arsenals in Rochefort entworfenen und gebaut. Es handelte sich dabei um die kürzesten 74-Kanonen-Schiffe die Frankreich seit den 1750er Jahren gebaut hatte. Auf Grund mangelnder Stabilität wurden zwei 1779 bestellte Einheiten (Argonaute-Klasse) mit einem verlängerten Entwurf gefertigt und die drei Schiffe der Klasse zwischen März und Mai 1779 mit 32 cm Kiefernholz ummantelt.

## Einheiten
| Name                       | Bauwerft          | Bestellung | Kiellegung     | Stapellauf         | Indienststellung | Verbleib |
| -------------------------- | ----------------- | ---------- | -------------- | ------------------ | ---------------- | --- |
| Scipion                    | Arsenal Rochefort | 1778       | 10. April 1778 | 19. September 1778 | Februar 1779     | am 18. Oktober 1782 in der Bucht von Samaná (Hispaniola), nach Gefecht mit den britischen Linienschiffen London und Torbay auf Grund gelaufen |
| Hercule Hydre (ab 1795)    | Arsenal Rochefort | 1778       | 1. April 1778  | 5. Oktober 1778    | Februar 1779     | 1794 zur 50-Kanonen-Fregatte (Razee) umgebaut, abgebrochen 1799                                                                               |
| Pluton Dugommier (ab 1797) | Arsenal Rochefort | 1778       | 10. April 1778 | 5. November 1778   | Februar 1779     | abgebrochen 1805 |

## Technische Beschreibung
Die Klasse war als Batterieschiff mit zwei durchgehenden Geschützdecks konzipiert und hatte eine Länge von 53,76 Metern, eine Breite von 14,13 Metern und einen Tiefgang von 6,98 Metern bei einer Verdrängung von 2.943 Tonnen. Sie waren Rahsegler mit drei Masten (Fockmast, Großmast und Kreuzmast). Der Rumpf schloss im Heckbereich mit einem Heckspiegel, in den Galerien integriert waren, die in die seitlich angebrachten Seitengalerien mündeten. Diese waren aus Repräsentationsgründen durch zeitspeziefische Schnitzereien und Bildhauerarbeiten geschmückt. Die Beplankung war kraweel ausgeführt, das heißt, die Enden der Planken stießen stumpf aufeinander, so dass eine glatte Außenfläche entstand.
Die Bewaffnung der Klasse bestand bei Indienststellung aus 74 Kanonen.
|        | Unteres Batteriedeck | Oberes Batteriedeck | Backdeck      | Achterdeck     | Kanonen (Geschossgewicht) |
| ------ | -------------------- | ------------------- | ------------- | -------------- | ------------------------- |
| Design | 28 × 36-Pfünder      | 30 × 18-Pfünder     | 4 × 8-Pfünder | 12 × 8-Pfünder | 74 Kanonen (410,20 kg)    |

## Besatzung
Die Besatzung hatte eine Stärke von 662 bis 750 Mann (Offiziere und Unteroffiziere bzw. Mannschaften).

## Bemerkungen
1. ↑  Die französische Einteilung in Rangklassen wich von der britischen ab. Zum Zeitpunkt der Indienststellung der Scipion-Klasse waren französische Schiffe Zweiten Ranges Zweidecker mit 74 Kanonen.
2. ↑  Bei der Berechnung des Gewichtes einer Breitseite kann es zu Unterschieden kommen, da in der damaligen Zeit ein Pfund, je nach Land, unterschiedliche Gewichtswerte hatte. Das französische Livre hatte z. B. ein Gewicht von 489,506 Gramm während das englische Pound ein Gewicht von 453,592 Gramm hatte.